# Xã Manter, Quận Stanton, Kansas
Xã Manter (tiếng Anh: Manter Township) là một xã thuộc quận Stanton, tiểu bang Kansas, Hoa Kỳ. Năm 2010, dân số của xã này là 276 người.